# Jagelló-stílus
A Jagelló-stílus a lengyelországi késő gótika  és a reneszánsz átmenetének  sajátos stílusirányzata, ami a Jagelló-ház uralma alatt virágzott a 15. és a 16. században. Fénykora I. (Öreg) Zsigmond uralkodásának idejére (1506–1548) tehető. A lengyel művészettörténészek ezt az időszakot a kora reneszánszba sorolják.

## Kialakulása
Német hatást tükröz, mivel a Jagellók számos német művészt hívtak meg udvarukba.

## Stílusjegyei
Megőrizte a gótikára jellemző csúcsíves áthidalásokat.